# Eufernaldia sinaloellus
Eufernaldia sinaloellus là một loài bướm đêm trong họ Crambidae.